# Amnesia (película de 2001)
Amnesia película dirigida por Gabriele Salvatores en el año 2001, coproducción hispano italiana

## Argumento
Un hippy argentino decide instalarse en Ibiza y ganarse la existencia regentando un modesto chiringuito. Pronto se convierte en un lugar muy frecuentado. Como no quiere hacerse rico, se lo regala a un amigo que le recompensa con una moto de época. Nuestro argentino está radiante y se va a dar una vuelta y sufre un accidente mortal. En el funeral se encuentran muchas personas que viven en la isla y que estaban relacionadas con el difunto: Angelino ( Sergio Rubini ) y Alicia ( María Jurado ), Sandro ( Diego Abantantuono ), productor y director de películas porno, y Jorge ( Rubén Ochandiano ), un adolescente rebelde, hijo de Xavier ( Juanjo Puigcorbé ), jefe de policía de la isla.

## Reparto
| Intérprete              | Personaje                |
| ----------------------- | ------------------------ |
| Diego Abatantuono       | Sandro                   |
| Sergio Rubini           | Angelino                 |
| Martina Stella          | Luce                     |
| Bebo Storti             | Ernesto                  |
| Juanjo Puigcorbé        | Xavier                   |
| Rubén Ochandiano        | Jorge                    |
| María Jurado            | Alicia                   |
| Antonia San Juan        | Pilar                    |
| Ian McNeice             | Doug Chandler            |
| Alessandra Martines     | Virginie                 |
| Ugo Conti               | Dani                     |
| Orazio Donati           | Pier                     |
| Iván Hermés             | Miguel                   |
| Ramón Salazar           | Emilio                   |
| Daniel Fuentes          | Felipe                   |
| Daniel Gonzalez         | Tony                     |
| Héctor Montoliu         | Pedro                    |
| Loic Alen Ansober       | Pablo                    |
| Angelo Benedetto        | Hombreras                |
| Tom Kyle                | George                   |
| Andrea Scotti           | Chico en pelea           |
| Javier Osorio Fernandez | Pepe                     |
| Florencio Falloca       | Bobo                     |
| Natalia Nava            | Periodista de televisión |
| Q. De Rhino             | John Anaconda            |
| Aurora Lobato Martin    | Nelly                    |
| André Grieu             | Oficial de PolicÍa       |
| Alfonso Lopez Lago      | Manel                    |
| Isabel Ribas Schmidt    | Prostituta               |
| Andrea Papadacos        | Dolores                  |
| Raquel Rio Gay          | Chica Privé Amnèsia      |
| Vassili Karathanasis    | Mario                    |
| Ottaviano Dell'Acqua    |                          |
| José Antonio Romero     | Fiestero                 |